# Аль-Хуз (нохія)
Аль-Хуз (араб. ناحية الحوز) — нохія у Сирії, що входить до складу району Аль-Кусейр провінції Хомс. Адміністративний центр — с. Аль-Хуз.
| Сирія | Це незавершена стаття з географії Сирії. Ви можете допомогти проєкту, виправивши або дописавши її. |